# 실론 (기업)
실론(영어: SEALON)은 대한민국의 의류 부자재 제조 기업으로, 심테이프, 접착필름, 데코필름, 특수 테이프 등 의류 제작에 사용되는 기능성 접착 소재를 개발하고 생산한다. 봉제선을 보완하거나 대체하는 열가소성 접착 제품을 통해 의류의 기능성과 내구성을 높이는 제품을 공급하고 있다.

## 상세
주식회사 실론은 의류 부자재 분야에서 고기능 접착 솔루션을 자체 개발 및 생산하며, 글로벌 패션 제조업체들과 협력하고 있다. 2002년 설립 이후 아시아와 유럽에 걸친 네트워크를 통해 글로벌 벤더 및 브랜드에 의류용 부자재와 기술 서비스를 제공하고 있다. 주요 고객사로는 Columbia, The North Face, Under Armour 등이 있다.

## 사업 분야
- 의류 부자재: 봉제선을 대체하거나 보완하는 심테이프, 심리스 제품을 위한 접착필름, 기능성 및 디자인 개선을 위한 데코필름, 방수/난연/보강을 위한 특수 테이프를 생산한다.

- 지속 가능성: 재활용 및 바이오 기반 원재료, 에너지 효율적인 공정을 기반으로 지속 가능한 패션 산업 지원을 추구한다.
- 기술 지원: 고객사의 제품 특성에 맞춘 샘플 테스트 및 기술 컨설팅을 제공한다.

## 주요 제품
- 심테이프(Seam Tape): 봉제선을 따라 부착되어 방수 기능 및 내구성을 보강하는 접착 테이프.
- 접착필름(Adhesive Film): 원단 간 봉제를 대체하여 활동성과 착용감을 향상시키는 열가소성 필름.
- 데코필름(Deco Film): 의류 표면에 장식적 디자인과 성능을 더하는 기능성 필름.
- 특수테이프(Specialty Tape): 다운테이프, 난연 테이프, 보강 테이프 등 용도별 특수 기능 접착 솔루션.

## 기술 인증
- OEKO-TEX® STANDARD 인증[4]
- GRS(Global Recycled Standard) 인증
- bluesign® 시스템 파트너 및 인증[5]
- USDA BioPreferred® 인증
- ISO 9001 및 ISO 14001 인증
- TQP 인증[6]

## 글로벌 네트워크
- 대한민국, 서울 (본사)
- 홍콩
- 베트남, 하노이
- 베트남, 호치민
- 중국, 상하이
- 대만, 타이페이
- 인도네시아, 자카르타
- 스페인, 마드리드

## 지속 가능 경영
실론은 환경 보호 및 사회적 책임 실현을 위한 다양한 활동을 추진하고 있다. 친환경 생산 기반 구축, 재활용 기반 원료 개발, 글로벌 환경 인증 확보 외에도 사회공헌 활동을 지속하고 있다.
2025년 1월, 실론은 서울 서초구의 한우리정보문화센터에 1,000만원을 기부하여 직업 장애예술가들의 창작 활동을 지원했고, 이 기부금은 장애 예술인들의 자립과 창작 기반 마련에 사용되었다.같은 해 설 명절을 맞아, 서초구립 양재노인종합복지관에 1,000만 원을 기부하여 '2025 저소득 조손가정 지원사업'을 후원을 하였다. 국내 뿐만 아니라 베트남 지역의 태풍 피해 복구를 위해 유니세프 한국위원회에 2,000만 원을 기부하여 긴급 구호 활동을 지원하기도 했다.